# 화순궁주
화순궁주(和順宮主, 생몰년 미상)는 고려의 왕족이다. 의종과 장경왕후의 셋째 딸이다. 순화궁주(順和宮主)라고도 한다.

## 생애
생몰년은 확실하지 않으며, 고려의 제18대 왕 의종과 장경왕후의 3녀이다. 명종, 신종의 조카이며, 희종과 강종 등과는 친사촌간이다.
경덕궁주의 모후 장경왕후는 강릉공 왕온의 딸이다. 한편 명종비 광정태후와 신종비 선정태후도 강릉공의 딸들로, 이들은 경덕궁주에게 숙모이자 이모가 된다.
한편 화순궁주는 훗날 종실 광릉공 왕면과 혼인하였는데, 광릉공은 강릉공의 친손자이다.
화순궁주는 1157년(의종 11년) 음력 11월 21일 두 언니와 함께 정식으로 궁주에 책봉되었다. 다만 이 사실을 전하는 《고려사》의 기사는 화순궁주의 호를 순화궁주(順和宮主)라고 적고 있다. 한편 세 딸을 궁주로 책봉한 의종은 이 날 여러 대신을 불러 천녕전에서 연회를 즐겼다고 한다. 이후 화순궁주는 종실 광릉공 왕면과 혼인하였으며, 혼인 이후의 삶에 대해서는 특별히 남아있는 기록이 없다.
호는 화순궁주(和順宮主) 또는 순화궁주(順和宮主)이다.

## 가족 관계
화순궁주는 종실 광릉공 왕면과 혼인하였다. 광릉공은 문종의 아들 조선공 왕도의 증손자이며, 강릉공 왕온의 손자이다. 아버지는 공화후 왕영이며, 어머니는 인종의 딸 승경궁주이다. 강릉공은 화순궁주의 외조부이며, 승경궁주는 화순궁주의 친고모로, 광릉공과 화순궁주는 여러 갈래로 얽힌 혈족간이 된다.
광릉공은 처음에 광릉후(廣陵侯)에 봉해졌으며, 이후 광릉공(廣陵公)으로 진봉되었다. 그는 성격이 침착하고 냉정하였으며, 의술을 비롯한 여러 방면에 소질이 있었다고 한다. 1218년(고종 5년)에 사망하였다.
- 부왕 : 제18대 의종(毅宗, 1127~1173, 재위:1146~1170)
- 모후 : 의종 제1비 장경왕후(莊敬王后, 생몰년 미상)
  - 남매 : 효령태자(孝靈太子, 생몰년 미상)
  - 언니 : 경덕궁주(敬德宮主, 생몰년 미상)
  - 언니 : 안정궁주(安貞宮主, 생몰년 미상)
- 시아버지(고모부/외숙부) : 공화후 왕영(恭化侯 王瑛, 1126~1186)
- 시어머니(고모/외숙모) : 승경궁주(承慶宮主, 생몰년 미상)
  - 남편, 사촌 : 광릉공 왕면 (廣陵公 王沔, ?~1218)